# Argelia (Antioquia)
Argelia è un comune della Colombia facente parte del dipartimento di Antioquia.
Il centro abitato venne fondato da Gregorio Gutiérrez González nel 1891, mentre l'istituzione del comune è del luglio 1961.